# Brunija
Brunija (lat. Brunia), biljni rod iz porodice Bruniaceae, dio reda brunijolike. Pripada mu 37 vrsta iz provincija Cape i KwaZulu-Natala u Južnoj Africi

## Vrste
1. Brunia africana (Burm.f.) Class.-Bockh. & E.G.H.Oliv.
2. Brunia angulata (Sond.) Class.-Bockh. & E.G.H.Oliv.
3. Brunia barnardii (Pillans) Class.-Bockh. & E.G.H.Oliv.
4. Brunia bullata (Schltr.) Class.-Bockh. & E.G.H.Oliv.
5. Brunia callunoides (Oliv.) Class.-Bockh. & E.G.H.Oliv.
6. Brunia compacta A.V.Hall
7. Brunia cordata (Burm.f.) Walp.
8. Brunia dregeana (Sond.) Class.-Bockh. & E.G.H.Oliv.
9. Brunia esterhuyseniae (Strid) Class.-Bockh. & E.G.H.Oliv.
10. Brunia fragarioides Willd.
11. Brunia laevis Thunb.
12. Brunia latebracteata A.V.Hall
13. Brunia macrocephala Willd.
14. Brunia microphylla Thunb.
15. Brunia monogyna (Vahl) Class.-Bockh. & E.G.H.Oliv.
16. Brunia monostyla (Pillans) Class.-Bockh. & E.G.H.Oliv.
17. Brunia myrtoides (Vahl) Class.-Bockh. & E.G.H.Oliv.
18. Brunia neglecta Schltr.
19. Brunia noduliflora Goldblatt & J.C.Manning
20. Brunia oblongifolia (Pillans) Class.-Bockh. & E.G.H.Oliv.
21. Brunia paleacea P.J.Bergius
22. Brunia palustris (Schltr. ex Dümmer) Class.-Bockh. & E.G.H.Oliv.
23. Brunia pentandra (Thunb.) Class.-Bockh. & E.G.H.Oliv.
24. Brunia phylicoides Thunb.
25. Brunia pillansii Class.-Bockh. & E.G.H.Oliv.
26. Brunia powrieae Class.-Bockh. & E.G.H.Oliv.
27. Brunia purpurea (Pillans) Class.-Bockh. & E.G.H.Oliv.
28. Brunia sacculata (Dümmer) ined.
29. Brunia schlechteri (Dümmer) Class.-Bockh. & E.G.H.Oliv.
30. Brunia sphaerocephala (Sond.) A.V.Hall
31. Brunia squalida Sond.
32. Brunia thomae Class.-Bockh. & E.G.H.Oliv.
33. Brunia trigyna (Schltr.) Class.-Bockh. & E.G.H.Oliv.
34. Brunia tulbaghensis (Schltr. ex Dümmer) Class.-Bockh. & E.G.H.Oliv.
35. Brunia variabilis (Pillans) Class.-Bockh. & E.G.H.Oliv.
36. Brunia villosa E.Mey. ex Sond.
37. Brunia virgata Brongn.

## Sinonimi
- Baeckea Burm.f.
- Barrera L.
- Barreria L.
- Berardia Brongn.
- Diberara Baill.
- Erasma R.Br.
- Gravenhorstia Nees
- Heterodon Meisn.
- Lonchostoma Wikstr.
- Mniothamnea Nied.
- Nebelia Neck. ex Sweet
- Pseudobaeckea Nied.
- Ptyxostoma Vahl
- Raspalia Brongn.